# 曹树基
曹树基（1956年—），江西省鄱阳县人。中国历史学者，历史学博士，现任上海交通大学历史系教授。

## 生平
1986年9月，曹树基进入复旦大学中国历史地理研究所攻读博士学位。其主要研究领域为：中国移民史与中国人口史；环境史与疾病史；社会经济史；中国近现代史。

## 著作
- 《中国移民史》第五卷《明时期》福建人民出版社1997年版
- 《中国移民史》第六卷《清 民国时期》福建人民出版社1997年版
- 《中国人口史》第四卷《明时期》复旦大学出版社2000年版
- 《中国人口史》第五卷《清时期》复旦大学出版社2001年版